# تشييط

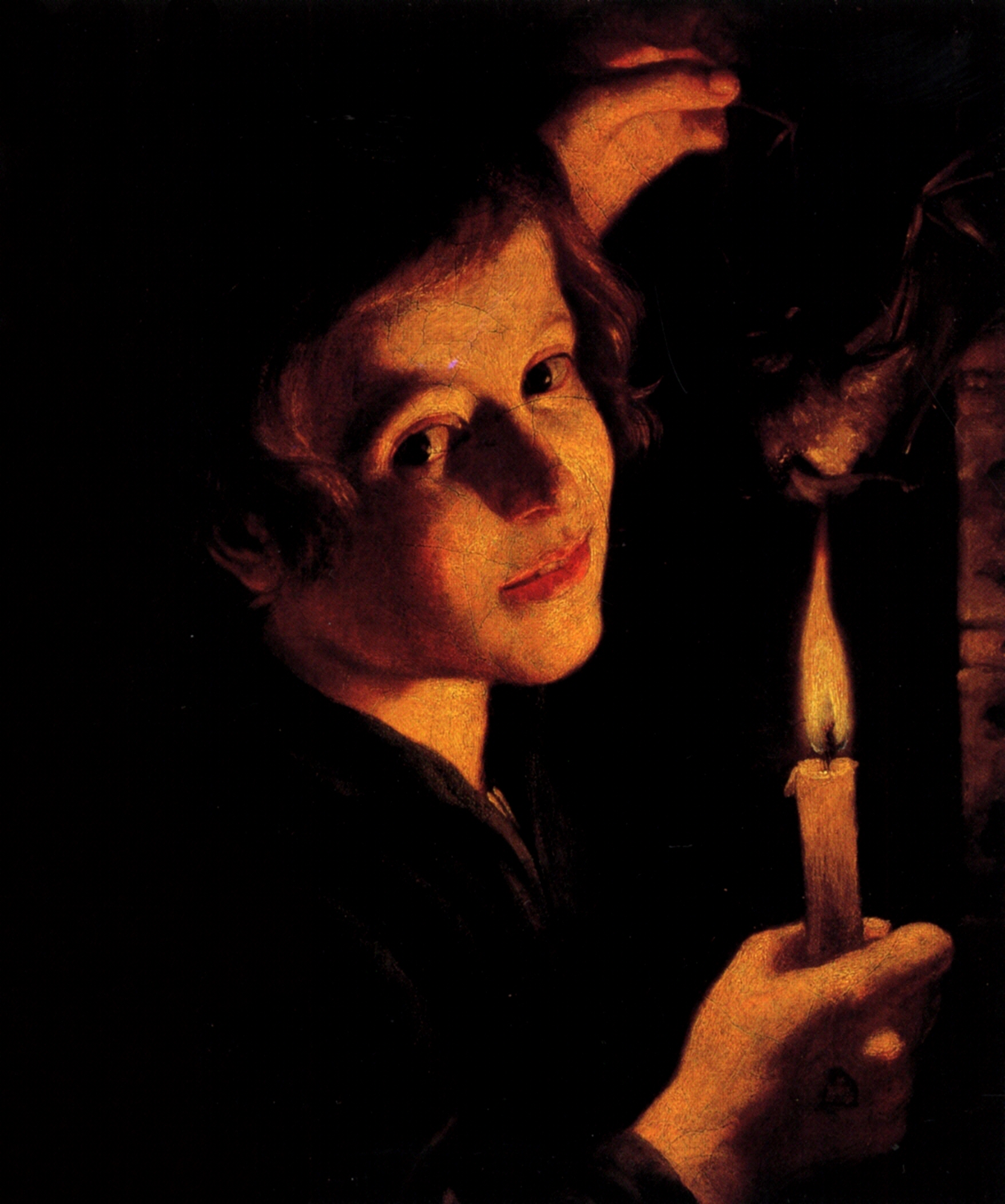

التشييط أو حرق الوبرة أو إزالة الوبرة (بالإنجليزية: singeing)‏ ويطلق عليها خطأ «التشويط» حيث يقال في العربية شيَّطهُ تشييطًا أحرقهُ. وهي مرور القماش بسرعة فوق لهب أو ألواح متوهجة بهدف إزالة الوبر البارز من سطحه فتظهر معالم التركيب النسيجي. تجرى هذه العملية عادة على قطع من القماش الخام ثم تزال الزوائد بالغسل. للقيام بهذه العملية تستخدم شعلة مؤكسدة لا تترك وراءها آثارًا للدخان على الآلياف. ويمكن للشعلة أن تكون عمودية على القماش، أو موازية له وذلك في ما ندر، ويوضع القماش على بعد 1,5 – 4 مم من طرف الشعلة المرئي، وتكون الآلة مزودة بشفاط يوضع تحت القماش وظيفته جذب الشعلة وتركيز الحرارة على القماش. وتتراوح سرعة تحرك القماش بين 60 إلى 120 م في الدقيقة. إن عملية التشييط بالزاوية المستقيمة هي الأكثر شيوعًا، أم التشييط التماسي فيستخدم للأنسجة الرقيقة (التشييط الخفيف).
تعد هذه العملية من العمليات الأساسية في إنتاج الأقمشة القطنية والرايون. تمر الأقمشة سريعًا فوق صف من ألسنة اللهب أو الصفائح المعدنية المحماة ثم تغمر مباشرة في حوض إزالة البوش.
عندما يكون القماش مكونًا من خليط من الألياف الطبيعية والاصطناعية، فإن عملية التشييط ليست خطوة مفضلة لأنها تسبب تشكل كريات صغيرة من الألياف المصهورة، وتظهر جلية بعد الصباغة والمعالجات الكيميائية. لذلك في هذه الحالة تجرى عملية التشييط بعد عمليات الصباغة. ولا تحتاج الأقمشة المصنعة من خيوط الشعيرات أي عملية تشييط.
تستخدم عملية التشييط على الأقمشة المحيكة في حالات نادرة، وعلى الخيوط المغزولة.
وعوضًا عن عملية التشييط التقليدية يمكن أيضا القيام بعملية معالجة بالإنزيمات (لأنسجة القطن واللايوسل) مع السليولاز الذي يقوم بإزالة الوبر السطحي.

## في الزراعة
التشويط في الزراعة يعني معالجة سوق وفروع الأشجار باللهب للقضاء على الطفيليات والحشرات مع بيوضها.